# ピーター・シュルツ
ピーター・シュルツ（Peter G. Schultz、1956年6月23日 - ）はアメリカ合衆国の化学者。現在、共にアメリカのサンディエゴにあるスクリプス研究所の化学教授及びノバルティス財団ゲノム研究所のディレクター。主な業績は、高効率な触媒抗体の設計や、幹細胞、非天然アミノ酸の研究など。

## 経歴
オハイオ州シンシナティ生まれ。1979年カリフォルニア工科大学卒業、1984年に同大学院から化学のPh.D.を取得。マサチューセッツ工科大学で博士研究員として研究を行った後、1985年からローレンス・バークレー国立研究所研究員、1989年からカリフォルニア大学バークレー校教授を歴任した。1994年から1999年まではハワード・ヒューズ医学研究所に在籍した。

## 受賞歴
- 1988年 - アラン・T・ウォーターマン賞
- 1990年 - ACS純粋化学賞
- 1991年 - イーライリリー生物化学賞、アーネスト・ローレンス賞
- 1992年 - UC Berkeley College of Chemistry Teaching Award
- 1994年 - ウルフ賞化学部門
- 2000年 - ACS Alfred Bader Award in Bioorganic Chemistry
- 2003年 - パウル・エールリヒ&ルートヴィヒ・ダルムシュテッター賞
- 2006年 - アーサー・C・コープ賞
- 2016年 - ハインリッヒ・ヴィーラント賞
- 2019年 - テトラヘドロン賞
- 2021年 - 米国科学アカデミー賞化学部門
- 2023年 - シェーレ賞
- 2024年 - アメリカ化学者協会ゴールドメダル
- 2025年 - ウェルチ化学賞

他多数

## ベンチャー設立
- 1988年 Affymax
- 1994年 Symyx
- 2000年 Syrrx（のちに武田薬品が買収）
- 2001年 Kalypsys
- 2002年 Phenomix
- 2003年 Ambrx
- 2004年 Ilypsa（のちにアムジェンが買収）
- 2006年 Wildcat Discovery

## 参照
- SchultzLab
- Peter Schultz Scripps Research Institute
- Killer application' for protein synthesis is retractedNature News